# Aldo Corzo
Aldo Corzo (Lima, 20 de mayo de 1989) es un futbolista peruano. Juega como lateral derecho y su equipo actual es el Club Universitario de Deportes de la Primera División del Perú. Es internacional con la selección peruana de fútbol.

## Biografía
Nacido en Lima en 1989, es hijo de Jorge Corzo, y de María Roxana Chávez, economista de profesión. Realizó sus estudios escolares en el Colegio Santa María Marianistas de Surco, posteriormente sus estudios universitarios en la Universidad San Ignacio de Loyola.

## Trayectoria
Corzo comenzó jugando por su colegio el Santa María Marianistas donde tuvo de entrenador al exjugador y técnico Jaime Drago. Formó parte de la Academia Frama Fútbol, de ahí fue llevado a las divisiones menores del Club de Regatas Lima. Tras una invitación a un seleccionado nacional juvenil, Jaime Duarte exfutbolista aliancista lo vio jugar y lo llamó para integrar al Alianza Lima para luego ser promovido al primer equipo en 2008.
Debutó en Primera División el 20 de agosto de 2008 jugando todo el partido y teniendo una destacada actuación. En aquél encuentro, Alianza le ganó 2-0 al Sport Boys por el marco del Torneo Clausura. Además de jugar al fútbol profesional, durante el año 2008 se encontraba cursando la carrera de administración de empresas en la Universidad San Ignacio de Loyola.
Ese mismo año casi desciende de categoría salvándose en las últimas fechas. Al siguiente año fue subcampeón nacional, perdiendo la final contra Universitario de Deportes. En el año 2010 fue fichado por la Universidad de San Martín, equipo con el cual obtuvo el campeonato nacional ese mismo año. Además disputó la Copa Sudamericana 2010, la Copa Libertadores 2011 y la Copa Sudamericana 2012. En total jugó 153 partidos y anotó 5 goles.
Tras cinco temporadas en el cuadro santo, fue transferido a Deportivo Municipal para la temporada 2016 consolidándose por la banda derecha y llegando a ser tomado en cuenta por Ricardo Gareca para la Copa América Centenario, participando en dos de los cuatro partidos. Tras volver al club por su buena actuación y la de su equipo disputaron las semifinales del Campeonato Descentralizado, en la cual finalizaron en el cuarto lugar, terminando el año con seis goles y en la nómina de los tres mejores jugadores del campeonato que terminó ganando Miguel Trauco. En diciembre de 2016 fue fichado por Universitario de Deportes.
En diciembre de 2016 fue fichado por Universitario de Deportes por dos temporadas. Jugó la Copa Libertadores 2017 y Copa Libertadores 2018. A finales de 2018, luego de dos años con bastante continuidad renovó su contrato por tres temporadas hasta finales de 2021. En el año 2020, en la fecha 6 del Torneo Apertura anotó su primer gol en un clásico frente a Alianza Lima, dándole la victoria al conjunto crema por 2-0. Luego de una gran campaña salió campeón del Torneo Apertura, sin embargo, su club perdió el play off a final de año contra Sporting Cristal. Luego de una buena temporada 2021, donde su club logró clasificar a la Copa Libertadores 2022, renovó su contrato por 3 temporadas más. En la temporada 2023 salió campeón nacional al vencer en la final a Alianza Lima, obteniendo su segundo título nacional. Tras la partida de José Carvallo para el 2024, quedó como capitán del plantel merengue para el Centenario, saliendo como bicampeón nacional al ganar el Torneo Apertura y el Torneo Clausura. El 5 de diciembre de 2024 se oficializó su renovación por dos temporadas con el club merengue.

## Selección nacional

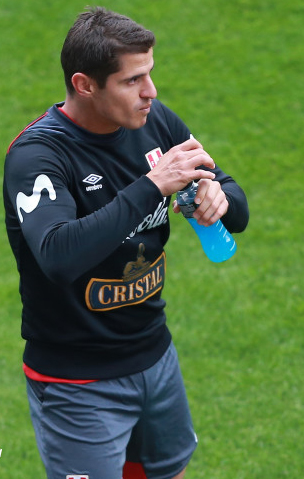
Corzo durante un entrenamiento con la selección peruana en la Copa Mundial de Fútbol de 2018.

Aldo inició su participación en la selección peruana en la categoría sub-20, con la cual disputó el Campeonato Sudamericano de Fútbol Sub-20 de 2009 realizado en Venezuela. Con la selección absoluta ha sido internacional en 52 ocasiones. Su debut se produjo el 6 de febrero de 2009 en un encuentro amistoso ante la selección de El Salvador, que finalizó con marcador de 1-0 a favor de los salvadoreños.
Fue convocado por el técnico Sergio Markarián para participar en la Copa América 2011. En el torneo Perú integró el grupo C junto con Uruguay, Chile y México. No fue tomado en cuenta para los dos primeros encuentros de la fase de grupos, pero para el tercer partido inició como titular en la derrota por 1-0 ante Chile. Finalmente el conjunto peruano derrotó a Venezuela por 4-1 y ocupó el tercer lugar.
El 20 de mayo de 2016 el entrenador Ricardo Gareca, lo incluyó en la nómina de 23 jugadores convocados para disputar la Copa América Centenario. El estreno de la blanquirroja en la competición se produjo el 4 de junio de 2016 derrotando por 1-0 a Haití. Cuatro días más tarde empató por marcador de 2-2 ante su similar de Ecuador.
Perú cerró su participación en la primera fase con una victoria por 1-0 ante Brasil. En los cuartos de final enfrentó a la selección de Colombia con la que empató 0-0 en el tiempo reglamentario, finalmente fueron derrotados por 4-2 en la tanda de penales. Aldo estuvo presente en dos de los cuatro partidos que disputó su selección.
El 16 de mayo de 2018 el entrenador de la selección peruana, Ricardo Gareca, lo incluyó en la nómina preliminar de 24 jugadores convocados para la Copa Mundial de Fútbol de 2018. Fue confirmado en la lista definitiva de 23 jugadores el 4 de junio.

### Participaciones en Copas del Mundo
| Copa                           | Sede  | Resultado    | Partidos | Goles |
| ------------------------------ | ----- | ------------ | -------- | ----- |
| Copa Mundial de Fútbol de 2018 | Rusia | Primera fase | 0        | 0     |

### Participaciones en Copa América
| Copa                    | Sede           | Resultado        | Partidos | Goles |
| ----------------------- | -------------- | ---------------- | -------- | ----- |
| Copa América 2011       | Argentina      | Tercer puesto    | 2        | 0     |
| Copa América Centenario | Estados Unidos | Cuartos de final | 2        | 0     |
| Copa América 2019       | Brasil         | Subcampeón       | 0        | 0     |
| Copa América 2021       | Brasil         | Cuarto lugar     | 7        | 0     |
| Copa América 2024       | Estados Unidos | Fase de grupos   | 1        | 0     |

## Estadísticas

### Clubes
| Club                             | Temporada           | Liga | Liga | Copas Nacionales * | Copas Nacionales * | Copas Internacionales ** | Copas Internacionales ** | Total | Total |
| Club                             | Temporada           | PJ   | G    | PJ                 | G                  | PJ                       | G                        | PJ    | G     |
| -------------------------------- | ------------------- | ---- | ---- | ------------------ | ------------------ | ------------------------ | ------------------------ | ----- | ----- |
| Alianza Lima · Perú              | 2008                | 13   | 0    | 0                  | 0                  | 0                        | 0                        | 13    | 0     |
| Alianza Lima · Perú              | 2009                | 35   | 1    | 0                  | 0                  | 0                        | 0                        | 35    | 1     |
| Alianza Lima · Perú              | Total               | 48   | 1    | 0                  | 0                  | 0                        | 0                        | 48    | 1     |
| Universidad de San Martín · Perú | 2010                | 13   | 0    | 0                  | 0                  | 2                        | 0                        | 15    | 0     |
| Universidad de San Martín · Perú | 2011                | 25   | 1    | 0                  | 0                  | 6                        | 0                        | 31    | 1     |
| Universidad de San Martín · Perú | 2012                | 35   | 0    | 0                  | 0                  | 2                        | 0                        | 37    | 0     |
| Universidad de San Martín · Perú | 2013                | 32   | 0    | 0                  | 0                  | 0                        | 0                        | 32    | 0     |
| Universidad de San Martín · Perú | 2014                | 18   | 1    | 5                  | 0                  | 0                        | 0                        | 23    | 1     |
| Universidad de San Martín · Perú | 2015                | 29   | 3    | 12                 | 2                  | 0                        | 0                        | 41    | 5     |
| Universidad de San Martín · Perú | Total               | 152  | 5    | 17                 | 2                  | 10                       | 0                        | 179   | 7     |
| Deportivo Municipal · Perú       | 2016                | 35   | 5    | 0                  | 0                  | 1                        | 0                        | 36    | 5     |
| Deportivo Municipal · Perú       | Total               | 35   | 5    | 0                  | 0                  | 1                        | 0                        | 36    | 5     |
| Universitario de Deportes · Perú | 2017                | 33   | 2    | 0                  | 0                  | 2                        | 0                        | 35    | 2     |
| Universitario de Deportes · Perú | 2018                | 27   | 3    | 0                  | 0                  | 2                        | 2                        | 29    | 5     |
| Universitario de Deportes · Perú | 2019                | 24   | 2    | 0                  | 0                  | 0                        | 0                        | 24    | 2     |
| Universitario de Deportes · Perú | 2020                | 19   | 2    | 0                  | 0                  | 4                        | 0                        | 23    | 2     |
| Universitario de Deportes · Perú | 2021                | 18   | 0    | 0                  | 0                  | 6                        | 0                        | 24    | 0     |
| Universitario de Deportes · Perú | 2022                | 27   | 1    | 0                  | 0                  | 2                        | 0                        | 29    | 1     |
| Universitario de Deportes · Perú | 2023                | 31   | 0    | 0                  | 0                  | 9                        | 0                        | 40    | 0     |
| Universitario de Deportes · Perú | 2024                | 30   | 1    | 0                  | 0                  | 6                        | 1                        | 36    | 2     |
| Universitario de Deportes · Perú | 2025                | 18   | 3    | 0                  | 0                  | 6                        | 0                        | 24    | 3     |
| Universitario de Deportes · Perú | Total               | 227  | 14   | 0                  | 0                  | 37                       | 3                        | 264   | 17    |
| Total en su carrera              | Total en su carrera | 462  | 25   | 17                 | 2                  | 48                       | 3                        | 527   | 30    |

- (*) Torneo del Inca.
- (**) Copa Sudamericana, Copa Libertadores de América.

### Selección nacional
| \| Fecha \| Ciudad \| Local \| Resultado \| Visitante \| Competencia \| Goles \| \| ----------------------- \| ---------------- \| -------------- \| --------- \| -------------------- \| -------------------------- \| ----- \| \| 06-02-2009 \| Los Ángeles \| El Salvador \| 1:0 \| Perú \| Amistoso \| 0 \| \| 11-02-2009 \| Lima \| Perú \| 0:1 \| Paraguay \| Amistoso \| 0 \| \| 18-11-2009 \| Miami Gardens \| Honduras \| 1:2 \| Perú \| Amistoso \| 0 \| \| 12-07-2011 \| Mendoza \| Chile \| 1:0 \| Perú \| Copa América 2011 \| 0 \| \| 23-07-2011 \| La Plata \| Perú \| 4:1 \| Venezuela \| Copa América 2011 \| 0 \| \| 02-09-2011 \| Lima \| Perú \| 2:2 \| Bolivia \| Amistoso \| 0 \| \| 05-09-2011 \| La Paz \| Bolivia \| 0:0 \| Perú \| Amistoso \| 0 \| \| 21-03-2012 \| Arica \| Chile \| 3:1 \| Perú \| Amistoso \| 0 \| \| 12-06-2016 \| Foxborough \| Brasil \| 0:1 \| Perú \| Copa América Centenario \| 0 \| \| 17-06-2016 \| East Rutherford \| Perú \| 0:0 / 2:4 \| Colombia \| Copa América Centenario \| 0 \| \| 01-09-2016 \| La Paz \| Bolivia \| 0:3[19] \| Perú \| Clasificación Mundial 2018 \| 0 \| \| 06-09-2016 \| Lima \| Perú \| 2:1 \| Ecuador \| Clasificación Mundial 2018 \| 0 \| \| 06-10-2016 \| Lima \| Perú \| 2:2 \| Argentina \| Clasificación Mundial 2018 \| 0 \| \| 11-10-2016 \| Santiago \| Chile \| 2:1 \| Perú \| Clasificación Mundial 2018 \| 0 \| \| 10-11-2016 \| Asunción \| Paraguay \| 1:4 \| Perú \| Clasificación Mundial 2018 \| 0 \| \| 15-11-2016 \| Lima \| Perú \| 0:2 \| Brasil \| Clasificación Mundial 2018 \| 0 \| \| 23-03-2017 \| Maturín \| Venezuela \| 2:2 \| Perú \| Clasificación Mundial 2018 \| 0 \| \| 28-03-2017 \| Lima \| Perú \| 2:1 \| Uruguay \| Clasificación Mundial 2018 \| 0 \| \| 05-09-2017 \| Quito \| Ecuador \| 1:2 \| Perú \| Clasificación Mundial 2018 \| 0 \| \| 05-10-2017 \| Buenos Aires \| Argentina \| 0:0 \| Perú \| Clasificación Mundial 2018 \| 0 \| \| 10-10-2017 \| Lima \| Perú \| 1:1 \| Colombia \| Clasificación Mundial 2018 \| 0 \| \| 11-11-2017 \| Wellington \| Nueva Zelanda \| 0:0 \| Perú \| Repesca Mundial 2018 \| 0 \| \| 27-03-2018 \| Harrison \| Perú \| 3:1 \| Islandia \| Amistoso \| 0 \| \| 29-05-2018 \| Lima \| Perú \| 2:0 \| Escocia \| Amistoso \| 0 \| \| 3 de junio de 2018 \| San Galo \| Arabia Saudita \| 0:3 \| Perú \| Amistoso \| 0 \| \| 20 de noviembre de 2018 \| Arequipa \| Perú \| 2:3 \| Costa Rica \| Amistoso \| 0 \| \| 26 de marzo de 2019 \| Washington D. C. \| Perú \| 0:2 \| El Salvador \| Amistoso \| 0 \| \| 05-06-2019 \| Lima \| Perú \| 1:0 \| Costa Rica \| Amistoso \| 0 \| \| 09-06-2019 \| Lima \| Perú \| 0:3 \| Colombia \| Amistoso \| 0 \| \| 15-10-2019 \| Lima \| Perú \| 1:1 \| Uruguay \| Amistoso \| 0 \| \| 15-11-2019 \| Miami Gardens \| Colombia \| 1:0 \| Perú \| Amistoso \| 0 \| \| 17-11-2020 \| Lima \| Perú \| 0:2 \| Argentina \| Clasificación Mundial 2022 \| 0 \| \| 03-06-2021 \| Lima \| Perú \| 0:3 \| Colombia \| Clasificación Mundial 2022 \| 0 \| \| 17-06-2021 \| Río de Janeiro \| Brasil \| 4:0 \| Perú \| Copa América 2021 \| 0 \| \| 20-06-2021 \| Goiânia \| Colombia \| 1:2 \| Perú \| Copa América 2021 \| 0 \| \| 23-06-2021 \| Goiânia \| Ecuador \| 2:2 \| Perú \| Copa América 2021 \| 0 \| \| 27-06-2021 \| Brasilia \| Venezuela \| 0:1 \| Perú \| Copa América 2021 \| 0 \| \| 02-07-2021 \| Goiânia \| Perú \| 3:3 / 4:1 \| Paraguay \| Copa América 2021 \| 0 \| \| 05-07-2021 \| Río de Janeiro \| Brasil \| 1:0 \| Perú \| Copa América 2021 \| 0 \| \| 09-07-2021 \| Brasilia \| Colombia \| 3:2 \| Perú \| Copa América 2021 \| 0 \| \| 16-01-2022 \| Lima \| Perú \| 1:1 \| Panamá \| Amistoso \| 0 \| \| 20-01-2022 \| Lima \| Perú \| 3:0 \| Jamaica \| Amistoso \| 0 \| \| 28-01-2022 \| Barranquilla \| Colombia \| 0:1 \| Perú \| Clasificación Mundial 2022 \| 0 \| \| 05-06-2022 \| Barcelona \| Perú \| 1:0 \| Nueva Zelanda \| Amistoso \| 0 \| \| 07-09-2023 \| Ciudad del Este \| Paraguay \| 0:0 \| Perú \| Clasificación Mundial 2026 \| 0 \| \| 12-09-2023 \| Lima \| Perú \| 0:1 \| Brasil \| Clasificación Mundial 2026 \| 0 \| \| 12-10-2023 \| Santiago \| Chile \| 2:0 \| Perú \| Clasificación Mundial 2026 \| 0 \| \| 16-11-2023 \| La Paz \| Bolivia \| 2:0 \| Perú \| Clasificación Mundial 2026 \| 0 \| \| 21-11-2023 \| Lima \| Perú \| 1:1 \| Venezuela \| Clasificación Mundial 2026 \| 0 \| \| 26-03-2024 \| Lima \| Perú \| 4:1 \| República Dominicana \| Amistoso \| 0 \| \| 29-06-2024 \| Miami Gardens \| Argentina \| 2:0 \| Perú \| Copa América 2024 \| 0 \| \| 15-11-2024 \| Lima \| Perú \| 0:0 \| Chile \| Clasificación Mundial 2026 \| 0 \| \| Total \| \| Presencias \| 52 \| \| Goles \| 0 \| |                  |                |           |                      |                            |       |
| Fecha | Ciudad           | Local          | Resultado | Visitante            | Competencia                | Goles |
| 06-02-2009 | Los Ángeles      | El Salvador    | 1:0       | Perú                 | Amistoso                   | 0     |
| 11-02-2009 | Lima             | Perú           | 0:1       | Paraguay             | Amistoso                   | 0     |
| 18-11-2009 | Miami Gardens    | Honduras       | 1:2       | Perú                 | Amistoso                   | 0     |
| 12-07-2011 | Mendoza          | Chile          | 1:0       | Perú                 | Copa América 2011          | 0     |
| 23-07-2011 | La Plata         | Perú           | 4:1       | Venezuela            | Copa América 2011          | 0     |
| 02-09-2011 | Lima             | Perú           | 2:2       | Bolivia              | Amistoso                   | 0     |
| 05-09-2011 | La Paz           | Bolivia        | 0:0       | Perú                 | Amistoso                   | 0     |
| 21-03-2012 | Arica            | Chile          | 3:1       | Perú                 | Amistoso                   | 0     |
| 12-06-2016 | Foxborough       | Brasil         | 0:1       | Perú                 | Copa América Centenario    | 0     |
| 17-06-2016 | East Rutherford  | Perú           | 0:0 / 2:4 | Colombia             | Copa América Centenario    | 0     |
| 01-09-2016 | La Paz           | Bolivia        | 0:3       | Perú                 | Clasificación Mundial 2018 | 0     |
| 06-09-2016 | Lima             | Perú           | 2:1       | Ecuador              | Clasificación Mundial 2018 | 0     |
| 06-10-2016 | Lima             | Perú           | 2:2       | Argentina            | Clasificación Mundial 2018 | 0     |
| 11-10-2016 | Santiago         | Chile          | 2:1       | Perú                 | Clasificación Mundial 2018 | 0     |
| 10-11-2016 | Asunción         | Paraguay       | 1:4       | Perú                 | Clasificación Mundial 2018 | 0     |
| 15-11-2016 | Lima             | Perú           | 0:2       | Brasil               | Clasificación Mundial 2018 | 0     |
| 23-03-2017 | Maturín          | Venezuela      | 2:2       | Perú                 | Clasificación Mundial 2018 | 0     |
| 28-03-2017 | Lima             | Perú           | 2:1       | Uruguay              | Clasificación Mundial 2018 | 0     |
| 05-09-2017 | Quito            | Ecuador        | 1:2       | Perú                 | Clasificación Mundial 2018 | 0     |
| 05-10-2017 | Buenos Aires     | Argentina      | 0:0       | Perú                 | Clasificación Mundial 2018 | 0     |
| 10-10-2017 | Lima             | Perú           | 1:1       | Colombia             | Clasificación Mundial 2018 | 0     |
| 11-11-2017 | Wellington       | Nueva Zelanda  | 0:0       | Perú                 | Repesca Mundial 2018       | 0     |
| 27-03-2018 | Harrison         | Perú           | 3:1       | Islandia             | Amistoso                   | 0     |
| 29-05-2018 | Lima             | Perú           | 2:0       | Escocia              | Amistoso                   | 0     |
| 3 de junio de 2018 | San Galo         | Arabia Saudita | 0:3       | Perú                 | Amistoso                   | 0     |
| 20 de noviembre de 2018 | Arequipa         | Perú           | 2:3       | Costa Rica           | Amistoso                   | 0     |
| 26 de marzo de 2019 | Washington D. C. | Perú           | 0:2       | El Salvador          | Amistoso                   | 0     |
| 05-06-2019 | Lima             | Perú           | 1:0       | Costa Rica           | Amistoso                   | 0     |
| 09-06-2019 | Lima             | Perú           | 0:3       | Colombia             | Amistoso                   | 0     |
| 15-10-2019 | Lima             | Perú           | 1:1       | Uruguay              | Amistoso                   | 0     |
| 15-11-2019 | Miami Gardens    | Colombia       | 1:0       | Perú                 | Amistoso                   | 0     |
| 17-11-2020 | Lima             | Perú           | 0:2       | Argentina            | Clasificación Mundial 2022 | 0     |
| 03-06-2021 | Lima             | Perú           | 0:3       | Colombia             | Clasificación Mundial 2022 | 0     |
| 17-06-2021 | Río de Janeiro   | Brasil         | 4:0       | Perú                 | Copa América 2021          | 0     |
| 20-06-2021 | Goiânia          | Colombia       | 1:2       | Perú                 | Copa América 2021          | 0     |
| 23-06-2021 | Goiânia          | Ecuador        | 2:2       | Perú                 | Copa América 2021          | 0     |
| 27-06-2021 | Brasilia         | Venezuela      | 0:1       | Perú                 | Copa América 2021          | 0     |
| 02-07-2021 | Goiânia          | Perú           | 3:3 / 4:1 | Paraguay             | Copa América 2021          | 0     |
| 05-07-2021 | Río de Janeiro   | Brasil         | 1:0       | Perú                 | Copa América 2021          | 0     |
| 09-07-2021 | Brasilia         | Colombia       | 3:2       | Perú                 | Copa América 2021          | 0     |
| 16-01-2022 | Lima             | Perú           | 1:1       | Panamá               | Amistoso                   | 0     |
| 20-01-2022 | Lima             | Perú           | 3:0       | Jamaica              | Amistoso                   | 0     |
| 28-01-2022 | Barranquilla     | Colombia       | 0:1       | Perú                 | Clasificación Mundial 2022 | 0     |
| 05-06-2022 | Barcelona        | Perú           | 1:0       | Nueva Zelanda        | Amistoso                   | 0     |
| 07-09-2023 | Ciudad del Este  | Paraguay       | 0:0       | Perú                 | Clasificación Mundial 2026 | 0     |
| 12-09-2023 | Lima             | Perú           | 0:1       | Brasil               | Clasificación Mundial 2026 | 0     |
| 12-10-2023 | Santiago         | Chile          | 2:0       | Perú                 | Clasificación Mundial 2026 | 0     |
| 16-11-2023 | La Paz           | Bolivia        | 2:0       | Perú                 | Clasificación Mundial 2026 | 0     |
| 21-11-2023 | Lima             | Perú           | 1:1       | Venezuela            | Clasificación Mundial 2026 | 0     |
| 26-03-2024 | Lima             | Perú           | 4:1       | República Dominicana | Amistoso                   | 0     |
| 29-06-2024 | Miami Gardens    | Argentina      | 2:0       | Perú                 | Copa América 2024          | 0     |
| 15-11-2024 | Lima             | Perú           | 0:0       | Chile                | Clasificación Mundial 2026 | 0     |
| Total |                  | Presencias     | 52        |                      | Goles                      | 0     |

### Resumen estadístico
| Competición           | Encuentros | Goles | Promedio |
| --------------------- | ---------- | ----- | -------- |
| Liga                  | 462        | 25    | 0,05     |
| Copas nacionales      | 17         | 2     | 0,12     |
| Copas internacionales | 48         | 3     | 0,06     |
| Selección del Perú    | 52         | 0     | 0        |
| Total                 | 579        | 30    | 0,05     |

## Palmarés

### Títulos nacionales
| Título                    | Club                      | País | Año  |
| ------------------------- | ------------------------- | ---- | ---- |
| Primera División del Perú | Universidad de San Martín | Perú | 2010 |
| Torneo Apertura           | Universitario de Deportes | Perú | 2020 |
| Torneo Clausura           | Universitario de Deportes | Perú | 2023 |
| Primera División del Perú | Universitario de Deportes | Perú | 2023 |
| Torneo Apertura           | Universitario de Deportes | Perú | 2024 |
| Torneo Clausura           | Universitario de Deportes | Perú | 2024 |
| Primera División del Perú | Universitario de Deportes | Perú | 2024 |
| Torneo Apertura           | Universitario de Deportes | Perú | 2025 |

### Distinciones individuales
| Distinción                                                                                 | Año  |
| ------------------------------------------------------------------------------------------ | ---- |
| Incluido en el equipo ideal del Torneo del Inca según el portal periodístico DeChalaca.com | 2015 |
| Incluido en el equipo ideal del Campeonato Descentralizado según DeChalaca.com             | 2015 |
| Incluido en el equipo ideal del Campeonato Descentralizado según DeChalaca.com             | 2016 |
| Incluido en el equipo ideal del Torneo de Verano de Perú según DeChalaca.com               | 2018 |
| Incluido en el mejor once del Campeonato Descentralizado según la SAFAP                    | 2018 |
| Once Ideal de la Liga 1                                                                    | 2023 |